# 小行星4345
小行星4345（英語：4345 Rachmaninoff）是一颗围绕太阳公转的小行星。1988年2月11日，艾瑞克·怀特·埃尔斯特在拉西拉天文台发现了此天体。
这颗小行星的绝对星等为343.3444942500642等。